# Gare centrale de Memphis
La gare centrale de Memphis (en anglais : Memphis Central Station) est une gare ferroviaire des États-Unis, située sur le territoire de la ville de Memphis dans l'État du Tennessee.

## Histoire
Elle a été construite en 1914 et reconstruite en 1999.

## Service des voyageurs

### Desserte
Elle est desservie par des liaisons longue-distance Amtrak :
- Le City of New Orleans: La Nouvelle-Orléans - Chicago